# Live at Brixton Academy (album Pendulum)
Live at Brixton Academy – album koncertowy australijsko–brytyjskiego zespołu Pendulum. Został nagrany w grudniu 2008 r. podczas koncertu w londyńskim klubie Brixton Academy. Wydany 12 czerwca 2009 przez wytwórnie Earstorm, Warner Bros. i Breakbeat Kaos w formacie CD, digital download i DVD. Na płycie prócz utworów Pendulum znalazł się remiks utworu The Prodigy pt. „Voodoo People” oraz utwór zespołu Metallica „Master of Puppets” w wykonaniu Pendulum. Album wyreżyserował nominowany do nagrody Grammy Paul Caslin.

## Lista utworów
CD, digital download
| Nr  | Tytuł utworu                     | Długość |
| --- | -------------------------------- | ------- |
| 1.  | „Intro”                          | 1:57    |
| 2.  | „Showdown”                       | 5:52    |
| 3.  | „Fasten Your Seatbelt”           | 5:50    |
| 4.  | „Another Planet”                 | 4:26    |
| 5.  | „Voodoo People” (Pendulum Remix) | 4:48    |
| 6.  | „Propane Nightmares”             | 6:04    |
| 7.  | „Blood Sugar”                    | 5:16    |
| 8.  | „The Other Side”                 | 5:27    |
| 9.  | „Different”                      | 5:57    |
| 10. | „Master of Puppets”              | 1:34    |
| 11. | „Slam”                           | 4:19    |
| 12. | „Hold Your Colour”               | 7:13    |
| 13. | „Countdown”                      | 2:19    |
| 14. | „Tarantula”                      | 4:58    |
| 15. | „Granite”                        | 4:56    |
| 16. | „The Tempest”                    | 8:19    |
|     |                                  | 1:19:15 |

DVD
| Nr  | Tytuł utworu                     | Długość |
| --- | -------------------------------- | ------- |
| 1.  | „Intro”                          | 1:57    |
| 2.  | „Showdown”                       | 5:52    |
| 3.  | „Fasten Your Seatbelt”           | 5:50    |
| 4.  | „Another Planet”                 | 4:26    |
| 5.  | „Voodoo People” (Pendulum Remix) | 4:48    |
| 6.  | „Propane Nightmares”             | 6:04    |
| 7.  | „9,000 Miles”                    | 3:51    |
| 8.  | „Midnight Runner”                | 6:20    |
| 9.  | „Mutiny”                         | 4:42    |
| 10. | „Blood Sugar”                    | 5:16    |
| 11. | „The Other Side”                 | 5:27    |
| 12. | „Different”                      | 5:57    |
| 13. | „Master of Puppets”              | 1:34    |
| 14. | „Slam”                           | 4:19    |
| 15. | „Hold Your Colour”               | 7:13    |
| 16. | „Tarantula”                      | 4:58    |
| 17. | „Granite”                        | 4:56    |
| 18. | „The Tempest”                    | 8:19    |
| 19. | „Credits”                        | 1:21    |
|     |                                  | 1:33:10 |

## Notowania na listach przebojów
| Lista                             | Najwyższa pozycja |
| --------------------------------- | ----------------- |
| Wielka Brytania (UK Albums Chart) | 45                |
| Nowa Zelandia (RIANZ)             | 32                |